# Torredembarra
Torredembarra település Spanyolországban, Tarragona tartományban. Torredembarra La Pobla de Montornès, Creixell és Altafulla községekkel határos. Lakosainak száma 17 984 fő (2024).

## Népesség
A település népessége az elmúlt években az alábbi módon változott:
| Lakosok száma | 931  | 2761 | 2278 | 2739 | 5844 | 12 478 | 15 272 | 15 475 | 16 184 | 17 984 |
|               | 1717 | 1887 | 1936 | 1960 | 1986 | 2004   | 2009   | 2014   | 2019   | 2024   |